# HMS Surprise (série radiophonique)
Pour les articles homonymes, voir HMS Surprise.
Pour le roman initial, voir La Surprise (roman).

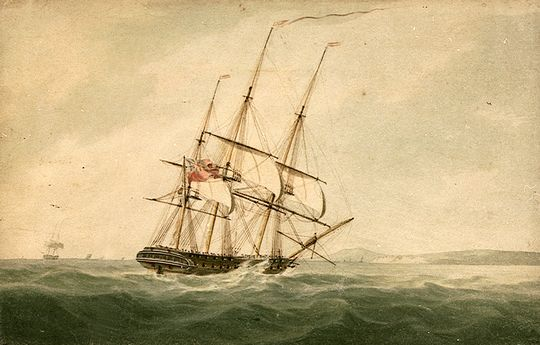
Une frégate anglaise vers les années 1790. Auteur anonyme.

HMS Surprise est une adaptation radiophonique diffusée par BBC Radio 4 en avril 2008 du troisième roman de la série des Aubreyades écrite par Patrick O'Brian, connu sous le nom de La Surprise en français.
Il s'agit de la première adaptation radiophonique de la série des Aubreyades dirigée par Bruce Young dont la mise en scène est assurée par Roger Danes. Divisée en trois épisodes de 45 minutes, une suite sera produite en avril 2011.

## Déroulement
L'action se déroule entre 1804 et 1805, entre l'Angleterre et l'Inde ainsi que sur les mers. Le capitaine Jack Aubrrey est aux prises avec les marines espagnoles et françaises alors qu'il doit escorter un convoi transport un ambassadeur britannique jusqu'aux Indes. À Bombay, Stephen Maturin rencontre Diana Villiers qui est convoitée par son fidèle ami et officier de marine.

## Distribution
- David Robb - Jack Aubrey
- Richard Dillane - Stephen Maturin
- Dan Starkey - lieutenant Nichols
- David Holt - lieutenant Pullings
- Dan Starkey - lieutenant Simmons
- Stephen Critchlow - lieutenant Stourton
- Chris Pavlo - midshipman Babbington
- Carl Prekopp - midshipman Callow
- Sarah Danes - Madame Agatha
- Stephen Critchlow - Tobias Atkins
- Struan Rodger - Sir Joseph Blaine
- David Timson - Barrett Bonden
- Chris Pavlo - Monsieur Canning
- Lesley Nichol - Lady Forbes
- Jon Glover - matelot Killick
- John Rowe - capitaine Muffit
- David Timson - Arthur Stanhope
- Adjoa Andoh - Diana Villiers
- Lesley Nichols - Madame Williams
- Sarah Danes - Cecilia Williams
- Liz Sutherland - Sophie Williams